# 담배 산성 피로인산가수분해효소
담배 산성 피로인산가수분해효소(영어: tobacco acid pyrophosphatase, TAP)는 mRNA의 5' 말단을 포함하여 광범위한 분자에서 인산 에스터 결합의 가수분해를 촉매하는 효소이다. 담배 산성 피로포스파테이스라고도 한다.
mRNA가 성숙되는 동안 새로운 mRNA 분자의 5' 삼인산은 빠르게 제거된다. 그런 다음 이인산 5' 말단은 메틸화된 GTP의 α-인(phosphorus) 원자를 공격하여 캡이라고 불리는 매우 특이한 5'-5' 삼인산 연결을 형성한다. 분자생물학에서 담배 산성 피로인산가수분해효소는 이 특정 구조의 포스포다이에스터 결합을 가수분해하고 cDNA 말단의 급속 증폭(RACE, Rapid Amplification of cDNA Ends)에 대한 프로토콜에서 5' 말단에 인산기가 하나만 있는 mRNA 분자를 방출하는 데 사용된다.

## 같이 보기
- 가수분해효소
- 인산가수분해효소
- 피로인산가수분해효소